# Grigori Rochal
Grigori Lvovitch Rochal (en russe : Григорий Львович Рошаль), né le 21 octobre 1899 à Novozybkov (gouvernement de Tchernigov, dans l'Empire russe) et mort le 11 janvier 1983 à Moscou (URSS), est un réalisateur et scénariste soviétique qui a dirigé vingt-six films entre 1926 et 1968.

## Biographie
Grigori Rochal est né à Novozybkov dans l'actuelle oblast de Briansk sous l'Empire russe dans la famille d'origine juive de Leïb Chliomovitch Rochal (devenu Lev Rochal) et de son épouse Elisabeth Solomonovna, née Stein. Il passe son enfance à Semenivka. Après des études à l'école Tenichevski de Pétrograd, il commence à travailler à Commissariat du Peuple à l'éducation. En 1921, il déménage à Moscou où, en 1921-1923, il suit la formation à l'atelier du théâtre expérimental de Vsevolod Meyerhold tout en enseignant dans une école supérieure la méthodologie de la science de l'art. Il y monte plusieurs pièces pour le théâtre de la jeunesse dont des comédies de Molière et pour le théâtre juif Habima
Sa carrière de metteur en scène commence en 1923. À partir de 1925, il travaille pour le Comité national cinématographique d'URSS (ru). En 1931, il est réalisateur du Mosfilm, puis, en 1947-1954, du Lenfilm. En 1935 le Comité exécutif central d'URSS lui confère par décret le titre de Travailleur émérite des arts et en 1938, son travail est récompensé par l'ordre du Drapeau rouge du Travail.
Rochal se distingue également comme scénariste, entre 1935 et 1983, il écrit une dizaine de scénarios.
On lui attribue le Prix Staline en 1950, pour son film Ivan Pavlov (1949) et, en 1951, pour le film Moussorgski (1950).
Il enseigne à l'Institut national de la cinématographie en 1953-1964. Il préside la Commission panrusse des cinéastes amateurs auprès de l'Union des cinématographes d'URSS (ru).
Rochal est déclaré artiste du peuple de l'URSS en 1967.
Dans les années 1970, il travaille à l'Institut culturel d’État de Moscou (ru).
Il est l'auteur du livre La Pellicule de la vie («Кинолента жизни», Искусство, 1974).
L'artiste meurt le 11 janvier 1983, il est inhumé au cimetière de Kountsevo où son épouse, Vera Stroeva, le rejoint en 1991. Sa fille Marianna Rochal est également devenue réalisatrice.

## Filmographie

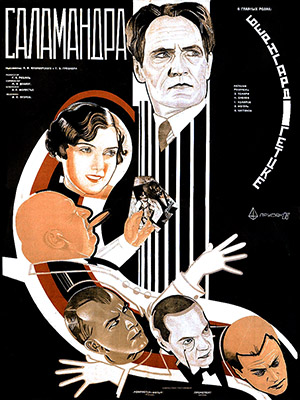
Affiche de Salamandra (1928).

### Réalisateur
- 1926-1927 : Les Skotinine (ru) (Господа Скотинины)
- 1927 : Son Excellence (ru) (Его превосходительство)
- 1928 : Salamandra (Саламандра)
- 1929 : Deux Femmes (Две женщины)
- 1931 : Un homme du shtetl (ru) (Человек из местечка)
- 1934 : La Nuit de Saint-Petersbourg (ru) (Петербургская ночь), coréalisé avec Vera Stroeva
- 1936 : Les Aubes de Paris (ru) (Зори Парижа)
- 1938 : La Famille Oppenheim (ru) (Семья Оппенгейм)
- 1939 : À la recherche de la joie (В поисках радости), coréalisé avec Vera Stroeva
- 1941 : La Maison Artamonov (Дело Артамоновых)
- 1942 : Les Géants des steppes (ru) (Батыры степей), coréalisé avec Vera Stroeva
- 1945 : Les Chants d'Abaï (ru) (Песни Абая)
- 1949 : Ivan Pavlov (Академик Иван Павлов)
- 1950 : Moussorgski (Мусоргский)
- 1953 : Rimski-Korsakov (Римский-Корсаков) réalisé avec Guennadi Kazanski
- 1955 : Les Sans-entrave (ru) (en russe : Вольница (фильм))
- 1957-1959 : Le Chemin des tourments (ru) (Хождение по мукам)
  - 1957 : Deux Sœurs Ire partie
  - 1958 : L'An dix-huit 2e partie
  - 1959 : Sombre Matin 3e partie coréalisée avec Meri Ivlianovna Andjaparidze (ru)
- 1962 : Le Jugement des fous (ru) (Суд сумасшедших)
- 1963 : Karl Marx
- 1966 : Une année aussi longue que la vie (Год как жизнь) avec Azerbaïdjan Mambetov
- 1967 : Ils habitent à côté (ru) (Они живут рядом)

### Scénariste
- 1935 : Le Nouveau Gulliver
- 1937 : Les Aubes de Paris en collaboration avec Vera Stroeva
- 1946 : Le Chant d'Abaï
- 1950 : Moussorgski
- 1953 : Rimski-Korsakov
- 1953 : Aleko
- 1960 : Le premier rendez-vous
- 1961 : Le Jugement des fous
- 1966 : Une année aussi longue que la vie (Год как жизнь)
- 1983 : Bouquet de violettes

## Distinctions
- 1934: La Nuit de Pétersbourg primé à l'exposition cinématographique internationale de Venise[2]